# Saroba maculicosta
Saroba maculicosta là một loài bướm đêm trong họ Noctuidae.